# Bernardino Campi

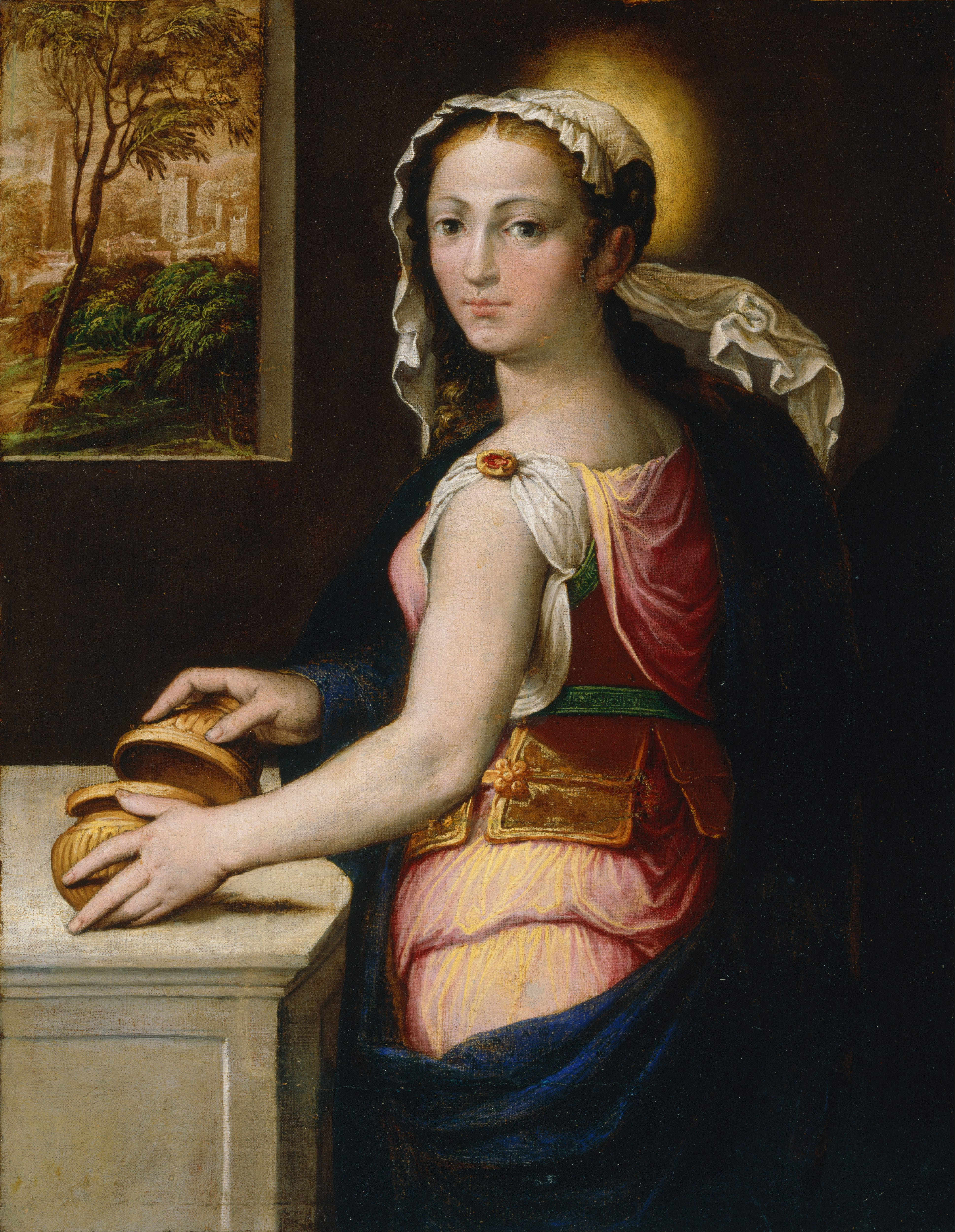
Bernardino Campi, Święta Maria Magdalena, obecnie w Art Gallery of New South Wales.

Bernardino Campi (ur. 1522, zm. 1591 w Reggio nell’Emilia) – włoski malarz późnego renesansu, związany z kremońską i lombardzką szkołą malarską. Uczeń, naśladowca i prawdopodobnie krewny Giulio Campiego, innego artysty tworzącego wówczas w tamtym regionie.
Tworzył pod wpływem Rafaela, rywalizując z Campim, mimo iż sam prawdopodobnie nigdy nie odwiedził Rzymu.
Znany był zwłaszcza jako portrecista.
Do jego znanych dzieł należą Pietà (Luwr) oraz freski w kopule kościoła San Gismondo w Cremonie, zrealizowane razem z Giulio Campim.